# Giuseppe Moioli
Giuseppe Moioli (* 8. August 1927 in Mandello del Lario; † 5. Mai 2025) war ein italienischer Ruderer. 
Bei den ersten Ruder-Europameisterschaften nach dem Zweiten Weltkrieg, die 1947 in Luzern ausgetragen wurden, siegten Giuseppe Moioli, Elio Morille, Giovanni Invernizzi und Franco Faggi vor den Booten aus der Tschechoslowakei und der Schweiz. Im Jahr darauf gewannen die vier Italiener bei den Olympischen Spielen 1948 in London die Goldmedaille vor den Dänen und dem US-Boot. Die vier Ruderer von Moto Guzzi Mandello siegten auch bei den Europameisterschaften 1949 in Amsterdam und 1950 in Mailand. Bei den Olympischen Spielen 1952 in Helsinki schieden die Italiener im Hoffnungslauf aus. 
In der neuen Besetzung Giuseppe Moioli, Giovanni Zucchi, Francesco Lazzari, Attilio Cantoni gewann der italienische Vierer ohne Steuermann bei den Europameisterschaften 1954. Zwei Jahre später bei den Europameisterschaften 1956 siegten Giuseppe Moioli, Attilio Cantoni, Giovanni Zucchi und Abbondio Marcelli. In dieser Besetzung belegte der italienische Vierer den vierten Platz bei den Olympischen Spielen 1956 in Melbourne.